# Marmur z Werony

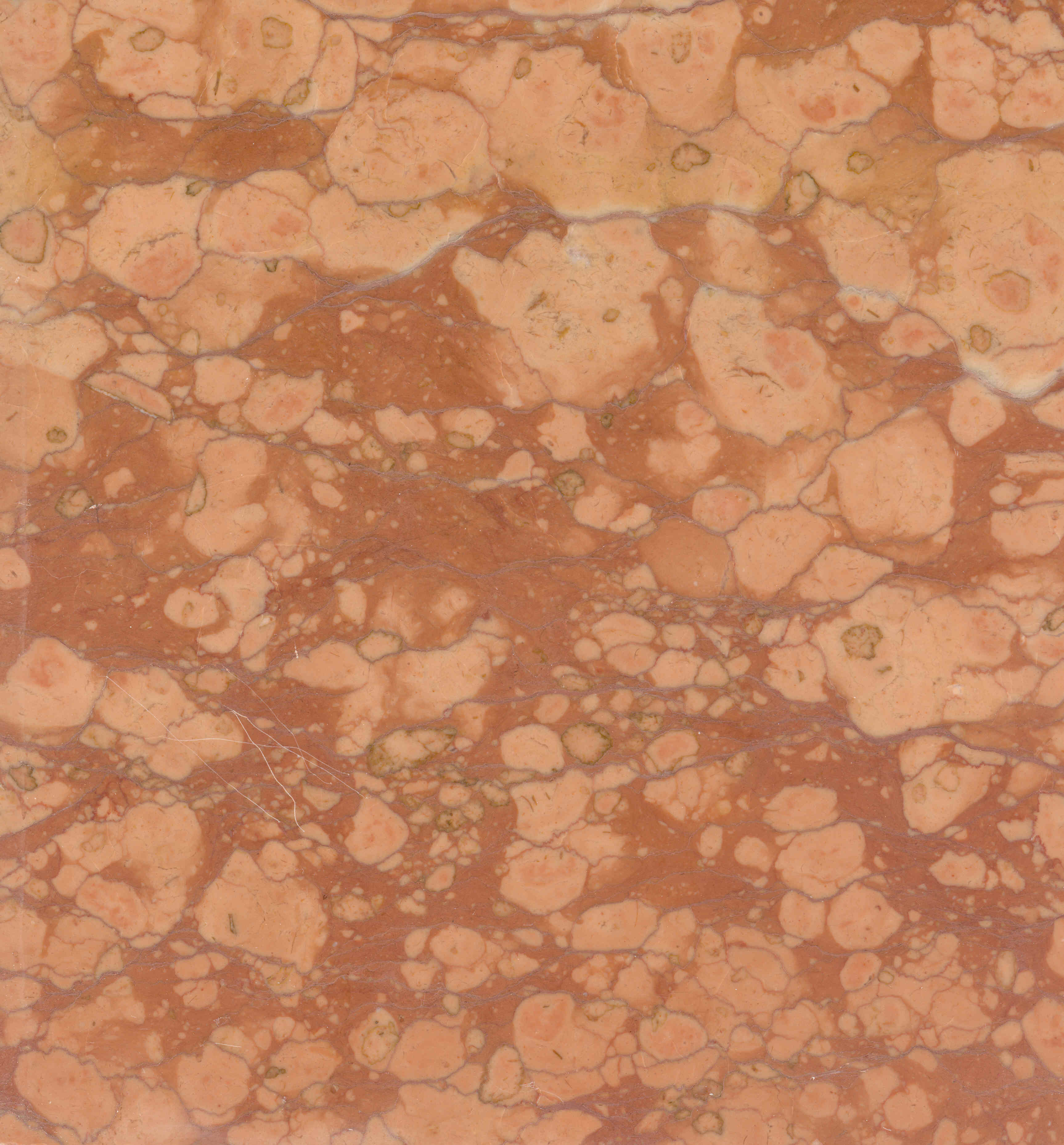
Marmo rosso di Verona

Marmur z Werony (Marmo Rosso di Verona lub Marmo di Sant'Ambrogio) – kamień wapienny wydobywany w łomach w rejonie Valpolicella na północny wschód od Werony. Kamień znajduje zastosowanie w kamieniarstwie włoskim od czasów rzymskich.
Główny region wydobywania marmuru weroneskiego znajduje się w rejonie Valpolicella region, with the central z centralnym misatem Sant'Ambrogio di Valpolicella.
Swoją teksturą przypomina czerwony marmur węgierski.